# Frontier Mountain
Der Frontier Mountain (englisch für Grenzberg) ist ein 2805 m hoher und größtenteils eisfreier Berg im ostantarktischen Viktorialand. Er ragt 32 km südsüdöstlich des Roberts Butte in der Gruppe der Outback-Nunatakker und 17,5 km westnordwestlich der Sequence Hills auf.
Die Nordgruppe der von 1962 bis 1963 dauernden Kampagne der New Zealand Geological Survey Antarctic Expedition benannte ihn nach seiner geografischen Lage am Rand des Polarplateaus.